# Heroes for life
Heroes for life (en hebreu: לוחמים ללא גבולות) (en català: Herois per la vida) és una organització no governamental que va ser fundada l'any 2013 per tres oficials de les Forces de Defensa d'Israel que havien servit junts en la unitat militar Duvdevan durant 8 anys, i que després es van embarcar en un viatge després de realitzar el servei militar junts, un viatge que els soldats de les FDI solen dur a terme després de completar el servei militar.

## Història del grup
El dia de l'any nou jueu (Roix ha-Xanà), Gili, un dels tres amics, es va allotjar en una casa que pertanyia al moviment hassídic Habad Lubavitx, que estava situada a l'illa de Ko Samui, al Regne de Tailàndia, juntament amb més de 1.500 turistes israelians. Gili va quedar sorprès de la gran quantitat de motxilers israelians que viatjaven cada any a països pobres, i va ser aleshores quan va néixer la idea de fer servir aquest valuós recurs humà que són els ex-soldats viatgers per fer del món un lloc millor.

## Activitats del grup per país

### Àfrica

#### Etiòpia
En març de 2017, Herois per la vida va expandir la seva activitat voluntària a Etiòpia. La primera delegació va marxar cap en març de 2017, i va estar en aquell país dues setmanes. En aquella expedició, els voluntaris van treballar amb els infants. Les activitats van incloure l'ensenyament de l'anglès i les matemàtiques, higiene dental i música. També van participar en la renovació d'un refugi que es troba prop de la ciutat de Gondar situada en la regió nord d'Etiòpia. A més del programa de voluntariat, la delegació també comptava amb un dentista que oferia els seus serveis als nens del refugi que necessitaven atenció mèdica. L'expedició va comptar amb la col·laboració d'una organització local etíop, i amb la cooperació de l'organització israeliana Eden.

#### Sud-àfrica
En març de 2018, els motxilers van arribar a Sud-àfrica i es van quedar dues setmanes al país, per dur a terme tasques humanitàries i activitats educatives amb els nens pobres de la ciutat. Els voluntaris van impartir classes d'aritmètica, música i anglès. Els motxillers van contribuir a la renovació i la millora de les condicions de vida dels infants, col·laborant en projectes agrícoles i pintant edificis residencials. A més de treballar amb els nens del barri, els caps de setmana estaven dedicats a tasques de voluntariat amb la comunitat jueva local.

### Amèrica

#### Argentina
Cada any al desembre, els motxil·lers voluntaris organitzen una expedició al barri de San Fernando (Buenos Aires), Argentina. La missió de voluntariat dura dues setmanes, i durant aquest temps es concentren a realitzar diverses activitats educatives amb els nens del barri. Cada expedició està formada per un grup de 20 i 25 voluntaris. Les feines dels voluntaris es divideixen en dos torns, el torn del matí està dedicat principalment a dur a terme diversos projectes de pintura i de restauració, que són planejats i executats pels motxil·lers voluntaris (per exemple la delegació de l'any 2015 va construir un menjador per als nens del barri) en segon lloc, el torn de la tarda està dedicat a ensenyar als nens diverses matèries tals com: anglès, matemàtiques, música, valors personals, i higiene dental. Un dels principis del grup és la continuïtat del treball realitzat per cada delegació, cada expedició treballa amb els mateixos nens que les delegacions precedents, així es crea un bonic i valuós vincle amb la població local. Les missions de voluntariat en la República Argentina, van començar l'any 2015, amb l'arribada al país de l'equip Oz, i en 2017 va ser la tercera vegada que el projecte va tenir lloc al barri. A part de les activitats realitzades amb els nens del barri durant la setmana, els caps de setmana estan dedicats a enfortir els lligams amb la comunitat jueva argentina. Aquesta activitat té lloc juntament amb el moviment macabeu en l'Argentina, i està dirigida a nois de la comunitat jueva de Buenos Aires. El nom de l'equip Oz, està dedicat a la memòria del sergent Oz Mendelovitx, que va morir a la Franja de Gaza durant l'operació militar "marge protector".

#### Brasil
Uns 25 motxil·lers israelians en el seu viatge després de l'exèrcit, la majoria d'ells veterans de les unitats de combat de les FDI, van decidir treballar com a voluntaris en les faveles de Rio de Janeiro, Brasil, i ensenyar als nens locals anglès, matemàtiques, i renovar les institucions comunitàries com a part del programa de l'organització. Un dels voluntaris, Lior Tabib, és un ex-oficial de la Força Aèria Israeliana que va perdre al seu amic, el capità Tal Nachman en 2014 a Gaza. Els dos havien planejat viatjar junts per Amèrica del Sud, i Lior va decidir unir-se a la delegació en memòria del seu amic. El capità Nachman havia mort en un tiroteig, durant les operacions a la Franja de Gaza feia quatre anys, quan un soldat del batalló de reconeixement militar Givati accidentalment va disparar després de confondre en Nachman amb un terrorista. Al principi, en Lior i els seus col·legues van treballar en una favela de Cantagalo, i recentment es van mudar a un altre lloc, a un centre comunitari situat al barri de Pavuna, que està situat als afores de la ciutat, i que està envoltat de faveles. Tots els dies, en Lior i els seus amics imparteixen classes de diferents matèries per als nens locals, amb l'ajuda dels membres de la comunitat jueva de la ciutat, que serveixen com a intèrprets. Els voluntaris també estan ajudant a renovar el centre comunitari en el veïnat.
Heroes for life va ser fundada en 2013 per tres oficials de la unitat militar Duvdevan, que mentre viatjaven per l'Extrem Orient, es van trobar que molts israelians visitaven els països del Tercer Món, i es van adonar del potencial de fer servir aquest recurs humà, per mostrar al món un rostre més humà i amable de la nació d'Israel, d'una manera positiva mitjançant el treball voluntari. L'organització és presidida per un ex-oficial de la Força Aèria Israeliana, el Major General Eliezer Shkedi. L'única condició per a unir-se a una delegació de Heroes for life, és allistar-se com a voluntari de l'organització, i viure en un llogaret juvenil a Israel durant tres dies. El nom de l'equip es "Danielle" en honor de la memòria de Danielle Sonnenfeld, una voluntària del servei nacional, que va treballar amb nens amb càncer al Centre Mèdic Schneider, i que havia mort en un accident de trànsit feia tres anys. El fundador de l'organització es diu Gili Cohen. A més de Brasil, hi ha delegacions que van cada any a països com: Índia, Nepal, Sud-àfrica, Guatemala, Mèxic, Argentina i Etiòpia.

#### Guatemala
Al setembre de 2018, l'ONG ampliarà la seva activitat de voluntariat a Guatemala. La primera delegació anirà allí al setembre de 2018 i la missió tindrà una durada de dues setmanes. En aquesta expedició, els voluntaris van a treballar amb els infants. Les activitats inclouran classes d'anglès i matemàtiques, així com salut dental i música. També participaran en la renovació d'un refugi que es troba prop de la Ciutat de Guatemala.

#### Mèxic
En setembre de 2018, l'ONG Heroes for Life expandirà la seva activitat voluntària a Mèxic. La primera delegació anirà a Mèxic al setembre de 2018 i la missió durarà dues setmanes. En aquesta expedició, els voluntaris van a treballar amb els infants. Les activitats inclouen l'ensenyament de l'idioma anglès i les matemàtiques, la higiene personal, i la música. També participaran en la renovació d'un refugi que es troba prop de la Ciutat de Mèxic.

### Àsia

#### Índia
Cada any al setembre, l'expedició dels motxillers israelians viatja fins Mumbai, a l'Índia. El treball dels voluntaris dura dues setmanes i està dedicat a diverses activitats com ensenyar l'anglès, matemàtiques, música i higiene dental. En segon lloc es realitzen activitats per renovar i millorar les condicions de vida dels infants, així com projectes agrícoles, es pinten edificis i estructures residencials. Les expedicions dels voluntaris a l'Índia van començar en 2014. Un dels principis de l'organització és la continuïtat, per aquest motiu cada delegació treballa amb els mateixos nens que les expedicions precedents. A més de les activitats amb els nens en els suburbis del barri durant la setmana, els caps de setmana es dediquen al treball voluntari amb la comunitat jueva local. La finalitat d'aquestes activitats és enfortir la connexió amb aquestes comunitats mitjançant l'intercanvi cultural, d'aquesta manera els voluntaris aprenen sobre la manera de vida de la comunitat i gaudeixen dels sabors i colors de l'Índia. El nom de l'expedició és Daniel, en memòria del sergent de les FDI Daniel Pomerantz, que va morir durant l'operació militar "marge protector", que va tenir lloc a la Franja de Gaza.

#### Nepal
En octubre de 2017, l'organització "Herois per la vida" va expandir la seva tasca de voluntariat a la nació de Nepal. La primera delegació va marxar en el mes d'octubre i va estar en el país dues setmanes. En aquesta expedició, els voluntaris van treballar amb els infants. Les activitats van incloure l'ensenyament d'anglès, matemàtiques, higiene personal, i música. També van participar en la renovació del refugi residencial que es troba prop de la ciutat de Katmandú.